# Барун-Оронгой
Бару́н-Оронго́й (бур. Баруун Оронго) — улус в Иволгинском районе Бурятии. Входит в сельское поселение «Оронгойское».

## География
Расположен в 4 км юго-западнее центра сельского поселения, улуса Оронгой, на правобережье реки Оронгой (бур. Баруун Оронго — «правый, или западный Оронгой»), в 3 км от основного русла, к востоку от северо-восточных отрогов хребта Моностой.

## Население
| 2002 | 2010 |
| ---- | ---- |
| 38   | ↗48  |